# 鳥取県道220号弓ヶ浜停車場線
鳥取県道220号弓ヶ浜停車場線（とっとりけんどう220ごう ゆみがはまていしゃじょうせん）は、鳥取県米子市を通る一般県道である。

## 概要
米子市夜見町のJR西日本境線 弓ケ浜駅前から鳥取県道208号東福原樋口線・鳥取県道300号米子環状線支線交点に至る。

### 路線データ
- 起点：鳥取県米子市夜見町（JR西日本境線 弓ケ浜駅前）
- 終点：鳥取県米子市夜見町（鳥取県道208号東福原樋口線終点、鳥取県道300号米子環状線支線交点）
- 総延長：0.9 km

## 地理

### 通過する自治体
- 鳥取県
  - 米子市

### 交差する道路
| 交差する道路                                             | 交差する場所 | 交差する場所 |
| -------------------------------------------------------- | ------------ | ------------ |
| 鳥取県道208号東福原樋口線 鳥取県道300号米子環状線 / 支線 | 夜見町       | 終点         |

### 沿線
- JR西日本境線 弓ケ浜駅